# Electric Ink
Electric Ink is een Britse sitcom op BBC Radio 4, geschreven door Alistair Beaton, met bijkomend materiaal van de journalist Tom Mitchelson. Het programma werd voor het eerst uitgezonden op 6 augustus 2009 en duurt 30 minuten.

## Concept
Het hoofdpersonage is Maddox Bradley, gespeeld door Robert Lindsay. Hij is een journalist van de oude stempel en een eind in de vijftig. Hij werkt op de redactie van een ‘kwaliteitskrant’, die tot zijn onmetelijke ergernis steeds maar trivialer en dommer wordt. Zijn baas Oliver (Alex Jennings) spoort hem aan om het digitale tijdperk binnen te treden en geeft hem zijn eigen podcast, The Politics Minute. Maddox vindt het concept van één schamele minuut praten over politiek potsierlijk, en het wordt nog erger wanneer er ook nog reclame bij komt, zodat hij slechts achtenveertig seconden heeft. Hij poogt zijn uiterlijk te verzorgen, hetgeen hem helaas nogal op Donald Trump doet gelijken.
Maddox’ collega’s zijn Freddy (Ben Willbond) en Amelia (Elizabeth Berrington). Freddy spreekt gebroken, ongrammaticaal patois en poogt zich zo veel mogelijk voor te doen als iemand die op straat is opgegroeid en op de sociale ladder is gestegen. In werkelijkheid is hij upper class, de zoon van de eigenaar van een luchtvaartmaatschappij, en heeft hij een graad van de Universiteit van Oxford. Alleen Maddox is hiervan op de hoogte, en soms valt Freddy uit zijn rol, zodat zijn chique accent naar boven komt. Amelia is Maddox’ journalistiek rivaal en heeft een affaire met Oliver. Ook hiervan is Maddox op de hoogte.
Tasneem (Zita Sattar) is het hoofd van de dienst externe relaties. Volgens haar zou de krant veel minder artikelen en veel meer promotieacties moeten bevatten. Het loopt fout wanneer ze het lumineuze idee heeft een gratis kaart met paddenstoelen bij de krant te voegen en een lezeres in het ziekenhuis belandt omdat er blijkbaar een giftig exemplaar in de kolom ‘eetbaar’ staat. Uiteindelijk moet Maddox de krant redden door haar persoonlijk geld te gaan aanbieden.
Masha (Debbie Chazen) is de manager van de website en geboren in Rusland. Ze moet Maddox aansporen het contact met de onlinegemeenschap te onderhouden, omdat dat de essentie van de democratie is, en dat hebben ze niet in Rusland, zegt ze. Ze maakt cynische opmerkingen en gebruikt surrealistische, zelfverzonnen spreekwoorden.
De humor van de reeks baseert grotendeels op de tegenstellingen tussen de correcte, ethisch geëngageerde Maddox die in syntactische volzinnen spreekt, en Freddy die opzettelijk slecht Engels vol gangsta rap-clichés gebruikt en sensationele maar inhoudsloze artikelen over beroemdheden schrijft. Desondanks helpen ze elkaar geregeld uit de nood. Oliver, de baas, is zich ervan bewust dat de kwaliteit van zijn krant elke dag verder de dieperik in gaat, maar verkiest economische belangen boven de educatieve opdracht. Zo is de reeks in wezen een satire op het hedendaagse medialandschap.